# 沃伊切赫·洛博津斯基
沃伊切赫·洛博津斯基（波蘭語：Wojciech Łobodziński；1982年10月20日—）是一位波蘭足球運動員。在場上的位置是中場。他現在效力於波蘭足球乙級聯賽球隊馬特萊尼察足球俱樂部。他也代表波蘭國家足球隊參賽。